# Trigonoptila postexcisa
Trigonoptila postexcisa är en fjärilsart som beskrevs av Eugen Wehrli 1924. Trigonoptila postexcisa ingår i släktet Trigonoptila och familjen mätare. Inga underarter finns listade i Catalogue of Life.